# 马内日大厅

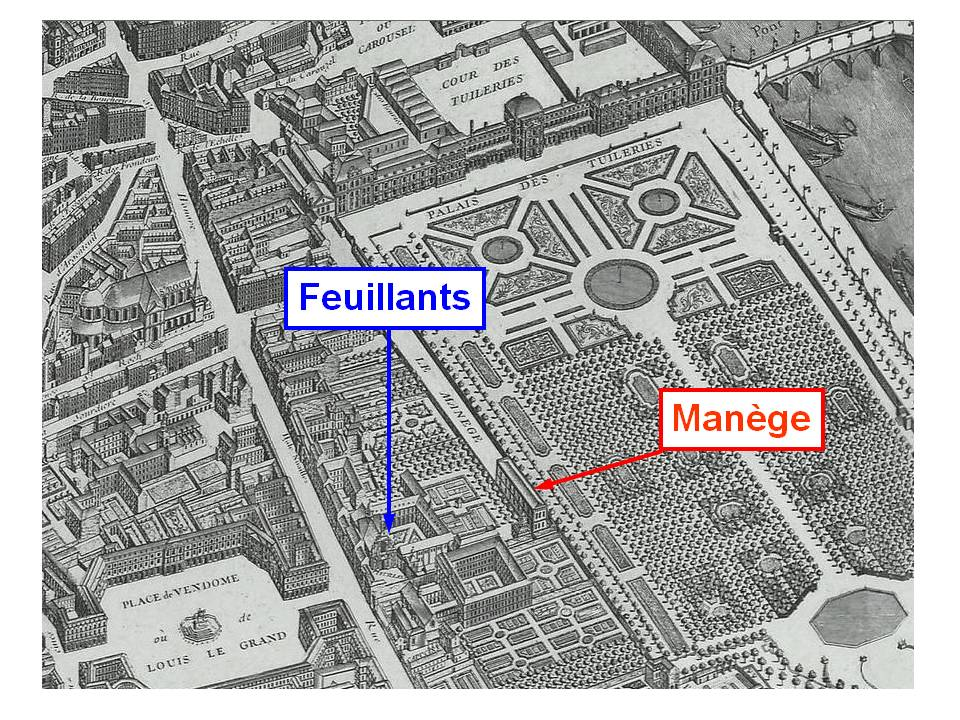
杜阁地图（plan de Turgot）上的马内日大厅

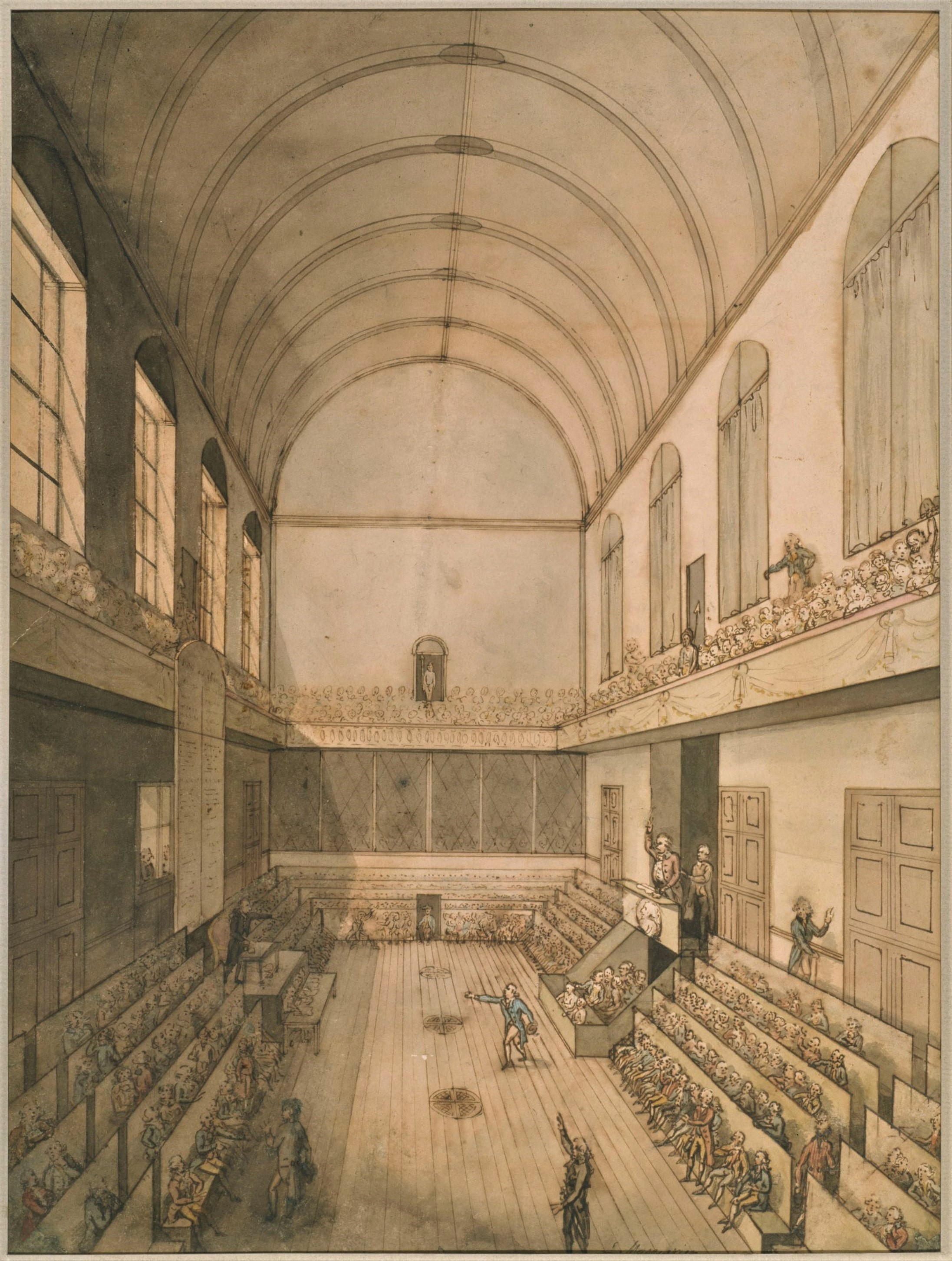
法国大革命期间的马内日大厅

马内日大厅（法語：Salle du Manège，法語發音：[sal dy manɛʒ]）曾位于法国巴黎杜樂麗花園，是1789至1798年间多个议会（国民制宪议会、国民立法议会、国民公会、五百人院）的会议场所。